# Akoris
Akoris (lingua egizia di Antico e Medio Regno: Mer-nefer(et); Nuovo Regno: Per-Imen-mat-khent(j)) o Dehenet (a partire dalla XXVI dinastia egizia) è il nome greco dell'odierno villaggio egiziano di Ṭihnā al-Ǧabal (in arabo طهنا الجبل‎?), situato circa 12 km a nord di Minya. L'antico sito archeologico si trova a sud-est del villaggio moderno.

## Posizione geografica
Akoris si trova sulla riva orientale del Nilo, nei pressi dei pendii calcarei circa 12 km a nord di Minya. I pendii calcarei sul lato orientale sono divisi da una valle, la al-Wādī aṭ-Ṭihnāwī (in arabo الوادي الطهناوي‎?). La roccia posta a meridione assomiglia ad un leone accovacciato.

## Nomi del sito
Il sito ebbe diversi nomi. Durante l'Antico e Medio Regno si chiamò Mer-nefer(et) (Bel canale). Nel Nuovo Regno divenne Per-Imen-m3t-khent(j) (La casa di Amon il primo leone). Nel tardo periodo (a partire dalla XXVI dinastia) prese il nome di T3-dehenet (La cima della collina).
In epoca greca furono usati i nomi Ἄκωρις (Akoris o, in latino, Acoris) e Τῆνις (Tēnis). Il nome di Akoris si trova sulla terza riga della stele di Tolomeo V, rinvenuta in loco.

## Storia di Akoris
Il sito fu abitato fin dall'Antico Regno. Si trattava di un'importante città amministrativa del XVII nomo dell'Alto Egitto. Potrebbe darsi che la città abbia avuto un porto sul Nilo. Numerose tombe furono scavate nella roccia, appartenenti ad ufficiali dell'Antico Regno ed ai sacerdoti del Tardo periodo.
I reperti archeologici coprono solo il periodo compreso tra Nuovo Regno e tempi moderni. Durante il Nuovo Regno fu costruito il tempio di Amon, sul sito di una precedente tomba, per ordine di Ramesse II, e fu poi ampliato da Ramesse III. Si pensa che nel periodi persiano sia stata costruita una fortezza, a causa della posizione altamente strategica del luogo, ma al momento non ne sono stati ritrovati i resti.
Akoris divenne un'importante città durante il periodo greco e romano, ed il suo nome fu cambiato in Akoris. L'attuale insediamento viene fatto risalire al periodo romano-copto.

## Monumenti di Akoris
Akoris ospita numerosi siti archeologici, tra cui numerose tombe scavate nella roccia risalenti all'Antico Regno, note col nome di tombe Fraser (circa 2 km a sud di Akoris). Akoris contiene anche due templi dell'antica storia egiziana (tra il Nuovo Regno ed i Romani), una cappella di roccia (chiamata Cappella di roccia C), una cappella funeraria greca (definita in precedenza "Tempio Romano"), due stele di pietra di Ramesse III, una di Tolomeo V, una di Diana e dei gemelli Castore e Polluce ed una necropoli greco-romana. Questi monumenti sono sparsi per circa 3 km tra il deserto e le rocce calcaree.

## Divinità di Akoris
Le divinità sono legate alla posizione geografica ed alla forma delle rocce. La più antica divinità adorata potrebbe essere una dea leonessa. Dalle tombe Fraser si evince il culto della dea Hathor, signora dell'entrata della valle (tempo di Menkaure, IV dinastia). A partire dalla XVIII dianstia viene adorato il dio Amon, il primo leone. Il dio Sobek, Signore di Behet, fu introdotto nella XXVI dinastia, e divenne in seguito la principale divinità cittadina. Altri dei quali Thot, Iside e/o Mut, Osiride, Horus e Khonsu furono adorati nel periodo greco-romano.

## Attività estrattiva
Come altri siti posti a nord e sud di Akoris, anche questa città fu utilizzata come cava di calcare in tempi antichi.

## Scavi ad Akoris
Il sito fu scoperto la prima volta da una spedizione di Napoleone. Un'investigazione più accurata fu fatta dalla spedizione tedesca di Karl Richard Lepsius attorno al 1850. All'inizio del XX secolo furono svolte altre ricerche da Ahmed Kamal e Gustave Lefebvre. Dal 1981 si sono avuti altri scavi condotti da una squadra giapponese capitanata da H. Kawanishi. Quest'ultimo team ha portato alla luce un'ottima, anche se frammentaria, nave completa di molti ordini di remi, risalente al Medio Regno. Dal 2002 i giapponesi studiano la parte meridionale del sito.
Le cosiddette tombe Fraser furono scoperte dall'egittologo tedesco Heinrich Brugsch nel 1853, e descritte la prima volta dall'ingegnere civile britannico George Willoughby Fraser mezzo secolo dopo.